# Uma Advogada Extraordinária
Uma Advogada Extraordinária (hangul: 이상한 변호사 우영우) é uma série de televisão sul-coreana de 2022 estrelada por Park Eun-bin no papel-título, junto com Kang Tae-oh, Kang Ki-young, Ha Yoon-kyung e Joo Jong-hyuk. Foi ao ar na ENA de 29 de junho a 18 de agosto de 2022, todas as quartas e quintas-feiras às 21h (KST) por 16 episódios. Também está disponível para streaming na Netflix em regiões selecionadas.
Uma Advogada Extraordinária estabeleceu o recorde para as classificações mais altas da história da ENA. A série recebeu aclamação do público com seu episódio final registrando uma classificação nacional de 17,5%, tornando-se o sétimo drama mais bem avaliado na história da televisão a cabo coreana e o sexto drama de televisão mais bem avaliado pelo número de espectadores.

## Sinopse
Uma Advogada Extraordinária conta a história de Woo Young-woo (Park Eun-bin), uma advogada com transtorno do espectro do autismo que é criada por seu pai solteiro. Ela cresce com uma única amiga na escola, Dong Geu-ra-mi (Joo Hyun-young), uma garota excêntrica que a protege dos valentões da escola. Ela se forma como a melhor de sua turma da faculdade de direito na Universidade Nacional de Seul. Por causa de sua condição, ninguém vai contratá-la. No entanto, através de uma conexão de seu pai, ela consegue seu primeiro emprego em Hanbada, um grande escritório de advocacia de Seul. A inteligência e a memória fotográfica da advogada Woo a ajudam a se tornar uma excelente advogada, pois ela é capaz de lembrar as leis e quase tudo que lê, vê ou ouve perfeitamente.
Sendo diferente dos pares neurotípicos, sua maneira de comunicação é inicialmente vista pela maioria como estranha e sua forte inteligência emocional permanece desconhecida. Mas à medida que a série avança, muitas das pessoas que ela conhece, como seu advogado supervisor, Jung Myung-seok (Kang Ki-young), sua colega de Faculdade de Direito e colega, Choi Su-yeon (Ha Yoon-kyung), e o funcionário de apoio jurídico Lee Jun-ho (Kang Tae-oh) ajuste-se a ela enquanto ela aprende seu ofício como advogada novata. Mas ela também encontra pessoas que têm preconceito contra ela e outras pessoas com deficiência.
Muitos dos casos legais da série envolvem questões jurídicas bem equilibradas e, às vezes, questões éticas difíceis. A abordagem da advogada Woo é muitas vezes única e ajuda a resolver casos de maneiras inesperadas.
Um enredo sobre os pais de Young-woo percorre a série e envolve a rivalidade entre dois grandes escritórios de advocacia, ambos presididos por advogadas, Han Seon-young (Baek Ji-won), CEO da Hanbada, e Tae Soo-mi (Jin Kyung), CEO da Taesan, bem como seu colega ciumento Kwon Min-woo (Joo Jong-hyuk).
Outro tema que percorre a série é o forte interesse de Young-woo por baleias e outros mamíferos marinhos. Sua tendência a analogizar situações que enfrenta em sua vida profissional e privada com as vidas e características de baleias e golfinhos muitas vezes surpreende e confunde as pessoas que a cercam. Seus momentos de ideias muitas vezes coincidem com fantasiar sobre essas criaturas.

## Elenco

### Principal
- Park Eun-bin como Woo Young-woo[6]
  - Oh Ji-yul como jovem Woo Young-woo[7]

Uma advogada novata no Hanbada Law Firm. Ela é a primeira advogada ASD na Coreia.
- Kang Tae-oh como Lee Jun-ho[8]

Um funcionário da equipe de contencioso da Hanbada.
- Kang Ki-young como Jung Myung-seok[9]

Um advogado sênior da Hanbada e mentor de Woo Young-woo.

### Apoio
- Jeon Bae-soo como Woo Gwang-ho[8]
  - Jang Seong-beom como jovem Woo Gwang-ho[10]

Pai solteiro de Woo Young-woo.
- Baek Ji-won como Han Seon-young[8]

A CEO da Hanbada.
- Jin Kyung como Tae Soo-mi[11]
  - Jung Han-bit como jovem Tae Soo-mi[12]

A CEO do Escritório de Advocacia Taesan.
- Ha Yoon-kyung como Choi Su-yeon[13]

Colega de escola de direito de Woo Young-woo e colega em Hanbada.
- Joo Jong-hyuk como Kwon Min-woo[14]

Colega de Woo Young-woo em Hanbada.
- Joo Hyun-young como Dong Geu-ra-mi[8]

Amiga próxima de Woo Young-woo.
- Im Sung-jae como Kim Min-shik[8]

O dono do pub onde Dong Geu-ra-mi trabalha.

### Aparições especiais
- Kang Ae-sim como Choi Yeong-ran (Ep. 1)[15]

Uma cliente de Hanbada que é acusada de tentar assassinar seu marido.
- Lee Do-kyung como Park Gyu-sik (Ep. 1)[15]

Marido de Choi Yeong-ran que tem demência.
- Shin Ha-young como Kim Hwa-young (Ep. 2)[16]

Uma cliente de Hanbada que tem um defeito no guarda-roupa com seu vestido de noiva.
- Yoon Joo-sang como Kim Gong-gu (Ep. 2)[16]

O pai de Kim Hwa-young.
- Moon Sang-hoon como Kim Jeong-hoon (Ep. 3)[17]

Um cliente autista que é acusado do assassinato de seu irmão.
- Yoon Yoo-sun como Jeon Gyeong-hee (Ep. 3)[17]

A mãe de Kim Jeong Hoon.
- Sung Ki-yun como Kim Jin-pyeong (Ep. 3)[17]

Pai de Kim Jeong Hoon.
- Lee Bong-jun como Kim Sang-hoon (Ep. 3)[18]

Irmão de Kim Jeong-hoon, que tenta cometer suicídio.
- Choi Dae-hoon como Jang Seung-jun (Ep. 3)[19]

Um advogado em Hanbada e rival de Jung Myung-seok.
- Jung Seok-yong como Dong Dong-sam (Ep. 4)[20]

O pai de Dong Geu-ra-mi.
- Ko In-beom como Dong Dong-il (Ep. 4)[20]

O irmão mais velho de Dong Dong-sam.
- Lee Sang-hee como Dong Dong-i (Ep. 4)[21]

Segundo irmão de Dong Dong-sam.
- Lee Seo-hwan como Jin-hyeok (Ep. 4)[20]

Vizinho de Dong Dong-sam e chefe da aldeia.
- Kim Kyung-min como Byeong-joo (Ep. 4)[22]

O advogado de Dong Dong-il.
- Yoon Byung-hee como Bae Seong-cheol (Ep. 5)[23]

Líder da Equipe de Pesquisa e Desenvolvimento da empresa Ihwa ATM.
- Lee Sung-wook como Hwang Doo-yong (Ep. 5)[24]

Gerente de Vendas da Ihwa ATM.
- Shin Hyun-jong como Oh Jin-jong (Ep. 5)[25]

Presidente da Geumgang ATM.
- Kim Do-hyun como Kim Woo-seong (Ep. 5)[26]

O advogado que representa Oh Jin-jong.
- Kim Hee-ra como Gye Hyang-shim (Ep. 6)[27]

Uma cliente de Hanbada que é uma desertora norte-coreana.
- Lee Ki-young como Ryu Myung-ha (Ep. 6,12)[28][29]

O juiz sentado nos casos de Gye Hyang-shim e Kim Hyun-jeong.
- Lim Seong-mi como Lee Soon-yeong (Ep. 6)[28]

A vítima do caso de Gye Hyang-shim.
- Seo Young-sam como Kwon Byung-gil (Ep. 6)[28]

Um médico relatou o caso de Gye Hyang-shim.
- Nam Jin-bok como Kim Jeong-bong (Ep. 6)[30]

O promotor encarregado do caso de Gye Hyang-shim.
- Jung Gyu-soo como Choi Han-soo (Ep. 7–8)[31]

Chefe da aldeia de Sodeokdong.
- Kim Sung-bum como Jo Hyeon-woo (Ep. 7–8)[31]

Um residente da aldeia de Sodeokdong.
- Park Kang-seop como Park Yoo-jin (Ep. 7–8)[32]

Funcionário público do Escritório Provincial de Gyeonghae.
- Koo Kyo-hwan como Bang Gu-ppong (Ep. 9)[33][34]

Comandante de um Exército de Libertação Infantil.
- Lee Won-jung como Yang Jeong-il (Ep. 10)[35]

Suspeita de quase violação contra uma mulher com deficiência intelectual.
- Oh Hye-soo como Shin Hye-yeong (Ep.10)[36]

Uma mulher com deficiência intelectual.
- Lee Jung-eun como mãe de Shin Hye-yeong (Ep.10)[37]

O que irritou Woo Young-woo, que estava protegendo Yang Jeong-il.
- Jung Ji-ho como Yoon Jae-won (Ep. 11)[38]

Um homem que ganhou um grande prêmio de loteria enquanto jogava em um cassino.
- Heo Dong-won como Shin Il-soo (Ep. 11)[39]

O conhecido de Yoon Jae-won que entra com um processo contra ele.
- Jung Kang-hee como Park Seong-nam (Ep. 11)[39]

O conhecido de Shin Il-su que arquiva o processo com ele.
- Park Ji-yeon como Sung Soo-ji (Ep. 11)[40]

A esposa de Shin Il-su.
- Seo Hye-won como Choi Da-hae (Ep. 11)[39]

Uma vendedora de café no cassino.
- Jang Won-hyuk como Han Byung-gil (Ep. 11)[38]

O garoto de recados do cassino, um imigrante coreano-chinês ilegal.
- Lee Bong-ryun as Ryu Jae-sook (Ep. 12)[41]

Advogada especializada em casos de discriminação de gênero.
- Kim Hee-chang como Moon Jong-chul (Ep. 12)[29]

Gerente de Recursos Humanos na Mir Life Insurance.
- Lee Ji-hyun como Kim Hyun-jeong (Ep. 12)[29]

Ex-gerente adjunto da Mir Life Insurance.
- Lee Moon-jung como Lee Ji-young (Ep. 12)[42]

Ex-gerente assistente da Mir Life Insurance.
- Lee Ji-min como Choi Yeon-hee (Ep. 12)[29]

Um funcionário da Mir Life Insurance.
- Lee Yoon-ji como Choi Ji-soo (Ep.13–14,16)[43]

A ex-mulher de Jung Myung-seok.
- Yoon Na-moo como Jung-nam (Ep.13)[44]

O cunhado de Lee Jun-ho.
- Song Yong-tae como Kim Yun-bok (Ep.13)[44]

Um cliente de Hanbada.
- Hur Hyun-ho como Governador do Templo Hwangjisa (Ep.13)[44]
- Kim Gun-ho como cobrador de taxas de admissão de Hwangjisa (Ep.13)[45]
- Lee Ki-seop como Lee Seok-jun (Ep.14)[46]

Representante legal de Hwangjisa.
- Kim Joo-hun como Bae In-cheol (Ep.15–16)[47]

CEO e fundador da Raon.
- Ryu Kyung-hwan como Kim Chan-hong (Ep.15–16)[48]

Co-CEO e cofundador da Raon.
- Han Sa-myeong como Choi Jin-pyo (Ep.15)[49]

Um líder de equipe na Raon.
- Park Jin-young como o juiz sentado no caso de Raon (Ep.15)[49]
- Ham Tae-in como funcionário da Taesan Law Firm (Ep.16)[50]
- Choi Hyun-jin como Choi Sang-hyeon (Ep.15–16)[51]

Filho de Tae Soo-mi.

## Lista de episódios
| No. | Título                                   | Lançamento original  |
| --- | ---------------------------------------- | -------------------- |
| 1 | "A Extraordinária Advogada Woo"          | 29 de junho de 2022  |
| Em seu primeiro dia de trabalho, Woo Young-woo encontra um aliado, um cético e uma velha conhecida. Ela também pega um caso de agressão envolvendo um casal de idosos.        |                                          |                      |
| 2 | "O Vestido de Noiva que Caiu"            | 30 de junho de 2022  |
| O pai de uma noiva quer processar um hotel por uma festa de casamento que levou a uma situação escandalosa; Lee Jun-ho tem um pedido para Young-woo.                          |                                          |                      |
| 3 | "Esse é o Pengsoo"                       | 6 de julho de 2022   |
| Uma tragédia entre dois irmãos força a família a encarar uma verdade dolorosa; Young-woo tenta resolver uma falha de comunicação com um cliente.                              |                                          |                      |
| 4 | "A Briga dos Três Irmãos"                | 7 de julho de 2022   |
| O pai de Dong Geu-ra-mi faz uma dívida enorme sem querer e ela pede conselhos jurídicos a Young-woo; Kwon Min-woo remói sua rivalidade com Young-woo.                         |                                          |                      |
| 5 | "Curinga vs. Estrategista"               | 13 de julho de 2022  |
| Uma batalha jurídica entre duas empresas incita a rivalidade entre Young-woo e Min-woo; Geu-ra-mi ensina Young-woo a detectar mentiras.                                       |                                          |                      |
| 6 | "Se Eu Fosse uma Baleia?"                | 14 de julho de 2022  |
| Young-woo ajuda Choi Su-yeon a reunir mãe e filha. Juntas, elas exploram todas as possibilidades para reduzir uma sentença de quatro anos.                                    |                                          |                      |
| 7 | "Um Conto Sobre Sodeok-dong I"           | 20 de julho de 2022  |
| Os moradores de uma cidade pequena entram com uma ação conjunta para impedir a construção de uma rodovia; o escritório Hanbada enfrenta seu principal concorrente.            |                                          |                      |
| 8 | "Um Conto Sobre Sodeok-dong II"          | 21 de julho de 2022  |
| O escritório Taesan ganha vantagem sobre o Hanbada; Tae Su-mi faz uma proposta para Young-woo.                                                                                |                                          |                      |
| 9 | "O Flautista"                            | 27 de julho de 2022  |
| O líder do movimento para a liberação de crianças é preso por sequestro; Young-woo tenta conquistar Jun-ho.                                                                   |                                          |                      |
| 10 | "Depois Damos as Mãos"                   | 28 de julho de 2022  |
| Um homem é condenado à prisão por se aproveitar de uma mulher com deficiência; os colegas de Jun-ho desaprovam seu relacionamento; Min-woo se intromete na vida de Young-woo. |                                          |                      |
| 11 | "Sr. Sal, Sra. Pimenta e Dra. Shoyu"     | 3 de agosto de 2022  |
| Um casal procura a ajuda de Young-woo para resolver um conflito que envolve um grande prêmio de loteria, e a advogada logo se vê em uma situação delicada.                    |                                          |                      |
| 12 | "O Golfinho do Rio Yangtze"              | 4 de agosto de 2022  |
| Young-woo descobre o lado sombrio do seu trabalho durante um caso de demissão ilegal; Jung Myeong-seok tem medo de estar marcado para morrer.                                 |                                          |                      |
| 13 | "A Noite Azul de Jeju I"                 | 10 de agosto de 2022 |
| Um templo na Ilha Jeju está cobrando entrada para um local público; Young-woo conhece a família de Jun-ho; Myeong-seok reflete sobre a própria vida.                          |                                          |                      |
| 14 | "A Noite Azul de Jeju II"                | 11 de agosto de 2022 |
| A equipe de advogados procura o dono do restaurante de lámen preferido de Myeong-seok; Young-woo enfrenta desafios no tribunal e em seu relacionamento com Jun-ho.            |                                          |                      |
| 15 | "Falar e Fazer Coisas que Ninguém Pediu" | 17 de agosto de 2022 |
| Durante um caso que envolve um gigante do varejo online, Young-woo entra em conflito com seu novo supervisor e acaba recebendo alguns conselhos de Myeong-seok.               |                                          |                      |
| 16 | "Mesmo Sendo Esquisita e Incomum"        | 18 de agosto de 2022 |
| Young-woo recebe provas que podem salvar ou arruinar seu caso; Min-woo acaba mudando os planos e Jun-ho decide seguir o coração.                                              |                                          |                      |

## Produção
As filmagens da série terminaram em 14 de julho de 2022.
Em 17 de agosto de 2022, o presidente Lee Sang-baek da AStory, a produtora de Uma Advogada Extraordinária, confirmou que o drama será renovado para uma segunda temporada. A segunda temporada está prevista para estrear em 2024.

## Trilha sonora original
| Disco 1        |                                                   |                     |         |  |
| N.º            | Título                                            | Artista             | Duração |  |
| 1.             | "Brave" (용기)                                    | Kim Jong-wan (Nell) | 4:21    |  |
| 2.             | "Beyond My Dreams" (상상)                         | Sunwoo Jung-a       | 3:05    |  |
| 3.             | "Better Than Birthday"                            | O3ohn               | 3:46    |  |
| 4.             | "Tuning In To You"                                | Wonstein            | 3:00    |  |
| 5.             | "Inevitable"                                      | Suzy                | 3:51    |  |
| 6.             | "The Blue Night of Jeju Island"                   | Park Eun-bin        | 4:09    |  |
| 7.             | "Flash"                                           | Maytree             | 1:05    |  |
| 8.             | "Overture"                                        | Noh Young Shim      | 5:18    |  |
| 9.             | "Woo Young-woo, the Same Backwards and Forwards"  | Noh Young Shim      | 1:55    |  |
| 10.            | "Prom Dance"                                      | Noh Young Shim      | 2:53    |  |
| 11.            | "Revolving Door Invites You to Dance"             | Noh Young Shim      | 1:44    |  |
| 12.            | "Dance with the Best Friend"                      | Noh Young Shim      | 2:16    |  |
| 13.            | "Growing Pains"                                   | Noh Young Shim      | 3:22    |  |
| 14.            | "Young-woo's Heart (It's Hard to Read Your Mind)" | Noh Young Shim      | 2:55    |  |
| 15.            | "Junho Being Brave (Let Me Be Your Hug Chair)"    | Noh Young Shim      | 2:19    |  |
| 16.            | "Girl Dad (It Takes Such a Long Time)"            | Noh Young Shim      | 1:51    |  |
| 17.            | "Ordinary Attorney"                               | Noh Young Shim      | 3:35    |  |
| 18.            | "Spring Sunshine"                                 | Noh Young Shim      | 2:02    |  |
| 19.            | "Hackberry"                                       | Noh Young Shim      | 2:21    |  |
| 20.            | "From Whale"                                      | Noh Young Shim      | 2:32    |  |
| 21.            | "A Whale in a Frame"                              | Noh Young Shim      | 2:05    |  |
| 22.            | "Whale Is"                                        | Noh Young Shim      | 2:31    |  |
| Duração total: | Duração total:                                    | Duração total:      | 1:02:56 |  |

| Disco 2        |                                 |                     |         |  |
| N.º            | Título                          | Artista             | Duração |  |
| 1.             | "Brave"                         | Kim Jong-wan (Nell) | 4:21    |  |
| 2.             | "Beyond My Dreams"              | Sunwoo Jung-a       | 3:05    |  |
| 3.             | "Better Than Birthday"          | O3ohn               | 3:46    |  |
| 4.             | "Tuning In To You"              | Wonstein            | 3:00    |  |
| 5.             | "Inevitable"                    | Suzy                | 3:51    |  |
| 6.             | "The Blue Night of Jeju Island" | Park Eun-bin        | 3:43    |  |
| 7.             | "Unanswered Questions"          | KOOW                | 1:59    |  |
| 8.             | "Whale Quiz"                    | Yoo Jong-hyun       | 1:49    |  |
| 9.             | "We Are the Hanbada Crew"       | Daniel Lee          | 1:33    |  |
| 10.            | "Young-woo Baragi Junho"        | Jo Nam-wook         | 2:13    |  |
| 11.            | "Lovely W.Y.W"                  | Cho Byung-hyun      | 1:41    |  |
| 12.            | "Do You Have Evidence?"         | KOOW                | 1:54    |  |
| 13.            | "Pitch W.Y.W"                   | Yoo Jong-hyun       | 1:56    |  |
| 14.            | "Spring Love"                   | Jo Nam-wook         | 2:42    |  |
| 15.            | "Cunning Min-woo"               | Daniel Lee          | 2:40    |  |
| 16.            | "One Two Three Woo Young-woo"   | Cho Byung-hyun      | 2:37    |  |
| Duração total: | Duração total:                  | Duração total:      | 42:50   |  |

| N.º | Título                          | Artista             | Duração |  |
| 1.  | "Brave"                         | Kim Jong-wan (Nell) | 4:21    |  |
| 2.  | "Beyond My Dreams"              | Sunwoo Jung-a       | 3:05    |  |
| 3.  | "Better Than Birthday"          | O3ohn               | 3:46    |  |
| 4.  | "Tuning In To You"              | Wonstein            | 3:00    |  |
| 5.  | "Inevitable"                    | Suzy                | 3:51    |  |
| 6.  | "The Blue Night of Jeju Island" | Park Eun-bin        | 4:09    |  |
| 7.  | "Flash"                         | Maytree             | 1:05    |  |

## Visualização
O primeiro episódio registrou uma audiência nacional de 0,9%. No terceiro episódio, que registrou 4,0%, estabeleceu o recorde de maior audiência da história da ENA.
A série foi o programa não-inglês mais visto globalmente na Netflix nas semanas de 4 a 10 de julho e 11 a 17 de julho, registrando 23,9 milhões e 45,5 milhões de horas visualizadas e ficando no Top 10 em 12 e 22 países, respectivamente. Para a semana de 18 a 24 de julho, foi o segundo programa não-inglês mais assistido, acumulando 55 milhões de horas assistidas. Também foi a série mais assistida em 8 países e apareceu no Top 10 em outros 27. A série voltou ao topo da parada da semana de 25 a 31 de julho, com 65,5 milhões de horas assistidas, e foi o programa mais assistido em 19 países, enquanto ficou no Top 10 em mais 25. O show continuou no topo das paradas por mais quatro semanas consecutivas, conquistando 267,7 milhões de horas assistidas.
| Ep. | Data de transmissão original | Parcela média de público (Nielsen Korea) | Parcela média de público (Nielsen Korea) |
| Ep. | Data de transmissão original | Nacional                                 | Seul                                     |
| --- | ---------------------------- | ---------------------------------------- | ---------------------------------------- |
| 1 | 29 de junho de 2022          | 0.948% (32nd)                            | N/A                                      |
| 2 | 30 de junho de 2022          | 1,805% (4th)                             | 1.987% (4th)                             |
| 3 | 6 de julho de 2022           | 4,032% (2nd)                             | 4,369% (2nd)                             |
| 4 | 7 de julho de 2022           | 5,190% (1st)                             | 5,703% (1st)                             |
| 5 | 13 de julho de 2022          | 9,138% (1st)                             | 10,297% (1st)                            |
| 6 | 14 de julho de 2022          | 9,569% (1st)                             | 10,364% (1st)                            |
| 7 | 20 de julho de 2022          | 11,690% (1st)                            | 12,960% (1st)                            |
| 8 | 21 de julho de 2022          | 13,093% (1st)                            | 14,970% (1st)                            |
| 9 | 27 de julho de 2022          | 15,780% (1st)                            | 18,078% (1st)                            |
| 10 | 28 de julho de 2022          | 15,157% (1st)                            | 17,178% (1st)                            |
| 11 | 3 de agosto de 2022          | 14,173% (1st)                            | 15,384% (1st)                            |
| 12 | 4 de agosto de 2022          | 14,937% (1st)                            | 16,253% (1st)                            |
| 13 | 10 de agosto de 2022         | 13,515% (1st)                            | 14,796% (1st)                            |
| 14 | 11 de agosto de 2022         | 14,646% (1st)                            | 16,075% (1st)                            |
| 15 | 17 de agosto de 2022         | 13,779% (1st)                            | 15,506% (1st)                            |
| 16 | 18 de agosto de 2022         | 17.534% (1st)                            | 19.210% (1st)                            |
| Média | Média                        | 10.937%                                  | 12.875%                                  |
| - Na tabela acima, os números azuis representam as classificações publicadas mais baixas e os números vermelhos representam as classificações publicadas mais altas. - N/A denota classificações que não foram divulgadas. |                              |                                          |                                          |

## Elogios
| Cerimônia de premiação                                           | Ano  | Categoria                                  | Indicado / Trabalho           | Resultado | Ref.   |
| ---------------------------------------------------------------- | ---- | ------------------------------------------ | ----------------------------- | --------- | ------ |
| Prêmios APAN Star                                                | 2022 | Melhor Atriz Coadjuvante                   | Baek Ji-won                   | Venceu    | [ 65 ] |
| Prêmios APAN Star                                                | 2022 | Melhor Escritor                            | Moon Ji-won                   | Venceu    | [ 66 ] |
| Prêmios APAN Star                                                | 2022 | Prêmio Estrela de Popularidade, Atriz      | Park Eun-bin                  | Venceu    | [ 66 ] |
| Prêmios APAN Star                                                | 2022 | Melhor Casal                               | Park Eun-bin e Kang Tae-oh    | Indicado  | [ 67 ] |
| Prêmios APAN Star                                                | 2022 | Melhor Diretor                             | Yoo In-shik                   | Indicado  | [ 68 ] |
| Prêmios APAN Star                                                | 2022 | Melhor Trilha Sonora Original              | Wonstein — "Tuning In To You" | Indicado  | [ 67 ] |
| Prêmios APAN Star                                                | 2022 | Drama do Ano                               | Uma Advogada Extraordinária'  | Indicado  | [ 68 ] |
| Prêmios APAN Star                                                | 2022 | Prêmio Top Excelência, Atriz em Minissérie | Park Eun-bin                  | Indicado  | [ 68 ] |
| Critics' Choice Awards (Cinema e Televisão do Pacífico Asiático) | 2022 | Prêmio Rising Star para TV                 | Park Eun-bin                  | Venceu    | [ 69 ] |

## Adaptação
Em 6 de julho de 2022, a AStory anunciou que a série será adaptada em um webtoon com o mesmo nome. Será serializado em 60 episódios, desenhados pelo ilustrador HwaUmJo e escritos por Yuil e estará disponível em coreano, inglês, japonês e chinês.
Em 14 de julho, foi relatado que um remake dos EUA está atualmente em discussão.
Em 17 de agosto, foi confirmado que um remake musical será lançado em 2024.
Em 6 de setembro, foi confirmado que o remake foi oferecido em aproximadamente 10 países e está atualmente em discussão.